# والر (تگزاس)
والر، تگزاس(به انگلیسی: Waller, Texas) شهری در ایالت تگزاس از ایالات جنوبی ایالات متحده آمریکا است. در سرشماری سال ۲۰۰۰، جمعیت این شهر ۲۰۹۲ نفر اعلام شد.